# The Cult (album)
The Cult è il sesto eponimo album in studio del gruppo musicale inglese The Cult, pubblicato nel 1994.

## Tracce
Tutti i brani sono stati composti da Ian Astbury e Billy Duffy, tranne dove indicato.
1. Gone - 3:50
2. Coming Down (Drug Tongue) - 6:36
3. Real Grrrl - 4:25
4. Black Sun - 6:23
5. Naturally High - 4:23
6. Joy - 4:46
7. Star - 5:02
8. Sacred Life - 5:47
9. Be Free - 3:48
10. Universal You (Astbury, Duffy, Craig Adams) - 5:17
11. Emperor's New Horse - 4:22
12. Saints are Down - 6:54

## Formazione
Gruppo
- Ian Astbury – voce, chitarra, tamburello
- Billy Duffy – chitarra
- Craig Adams – basso
- Scott Garrett – batteria

Collaboratori
- Scott Humphrey - tastiere
- Jim McGiueray - percussioni
- Bob Rock - chitarre, basso, tastiere
- Mario Caldato Jr. - missaggio
- George Marino - mastering